# Lucio Seio Sallustio
Lucio Seio Sallustio (... – 227) fu un usurpatore romano.
Sallustio era prefetto del pretorio di Alessandro Severo. Fu elevato al rango di cesare, probabilmente quando la figlia Sallustia Orbiana fu data in sposa ad Alessandro nel 225. Attentò alla vita del genero e, come conseguenza, fu giustiziato (227). La figlia venne esiliata in Libia.
Secondo Erodiano, la caduta di Sallustio fu causata dalla madre dell'imperatore, Giulia Mamea. Alessandro amava la moglie e viveva con lei, ma Sallustia fu allontanata dal palazzo da Mamea, che era gelosa del titolo di augusta ottenuto dalla nuora; indispettito dall'arroganza di Mamea ma in debito con Alessandro per i favori da lui concessigli, Sallustio decise di ritirarsi presso il campo dei Pretoriani, ma Mamea lo mandò ad arrestare e mettere a morte, esiliando la nuora; il tutto sarebbe avvenuto, secondo Erodiano, contro il volere di Alessandro, il quale però non ebbe il coraggio di opporsi alla propria madre.